# Тулатинська печера
Тулатинська печера (рос. Тулатинская) — печера на Алтаї, Алтайський край, Росія.  Загальна протяжність — 180 м. Глибина печери — N/A м, амплітуда висот — 4 м; загальна площа — N/A м²; об'єм — N/A м³.  Печера відноситься до Західноалтайської області Алтайської провінції Алтай-Саянської спелеологічної країни. Кадастровий номер 5110/8326-1.